# Borgou
Borgou Benin tizenkét megyéjének egyike, székhelye Parakou. 1999-ig a mai Alibori megye is hozzá tartozott.

## Földrajz
Az ország keleti részén található. Keletről Nigéria határolja.
8 település van a megyében:
Megyeszékhely: Parakou
Bembèrèkè, Kalalé, N'Dali, Nikki, Pèrèrè, Sinendé és Tchaourou.

## Népesség
37,6% Bariba nemzetiséghez tartozik. 20,0% a Fulani, 9,9% Gando törzs tagja.

## Vallások
A muzulmánok aránya 66,3%-ra tehető. 19,7%-uk kereszténynek vallja magát. A többiek törzsi vallásúak.

## Fordítás
- Ez a szócikk részben vagy egészben  a   Borgou című német Wikipédia-szócikk fordításán alapul.  Az eredeti cikk szerkesztőit annak laptörténete sorolja fel. Ez a jelzés csupán a megfogalmazás eredetét és a szerzői jogokat jelzi, nem szolgál a cikkben szereplő információk forrásmegjelöléseként.